# Klaus Grohe (Chemiker)
Klaus Peter Grohe (* 1934 in Ludwigshafen am Rhein) ist ein deutscher Chemiker.

## Leben
Grohe studierte Chemie an der Julius-Maximilians-Universität Würzburg. 1964 wurde er dort mit einer Arbeit über die Synthese von Pyridinderivaten promoviert. Er begann seine berufliche Tätigkeit 1965 im Wissenschaftlichen Hauptlaboratorium der Bayer AG in Leverkusen, langjährig als Leiter des Zentrallabors und Leiter der Forschung.
Er hat als Forschungschemiker grundlegende Arbeiten im Bereich der Medikamentenentwicklung und -herstellung geleistet und wissenschaftliche Ideen aus der Grundlagenforschung in marktreife und erfolgreiche Produkte überführt. Er entwickelte für die Pharmaforschung eine spezielle Methode der Synthetisierung, das so genannte Grohe-Verfahren. Er war u. a. 1981 Erfinder des Breitband-Antibiotikums Ciprofloxacin, das auch heute noch eines der weltweit meistverkauften Antibiotika ist. 1997 ging er in den Ruhestand.
2001 gründete er gemeinsam mit seiner Ehefrau Eva die Klaus-Grohe-Stiftung bei der Gesellschaft Deutscher Chemiker (GDCh). Das Stiftungsvermögen beträgt 200.000 Euro. Ziel der Stiftung ist es, hochqualifizierte Wissenschaftler für die Wirkstoffforschung zu interessieren. 2004 wurden zum ersten Mal drei junge Forscher für herausragende Doktorarbeiten mit dem mit 2.000 Euro dotierten Klaus-Grohe-Preis für medizinische Chemie ausgezeichnet. Seit 2020 ist der Preis mit 50.000 € dotiert.
Außerdem stiftete Klaus Grohe mit seiner Ehefrau den mit 20.000 Euro dotierten Eva und Klaus Grohe-Preis, der von der Berlin-Brandenburgischen Akademie der Wissenschaften zwischen 2003 und 2015 an herausragende junge Wissenschaftler auf dem Gebiet der Infektiologie verliehen wurde.
1987 und 2001 wurde er für sein Lebenswerk mit der Otto-Bayer-Medaille geehrt. 2005 wurde er für Entwicklung von hochwirksamen Antibiotika mit dem Verdienstkreuz 1. Klasse des Verdienstordens der Bundesrepublik Deutschland ausgezeichnet.